# 657 TCN
657 TCN là một năm trong lịch La Mã.